# Alfred Gassier
Alfred Gassier, né Louis Valère Alfred Deyvaux le 6 juillet 1849 à Marseille et mort le 27 octobre 1907 à Paris 14e, est un auteur dramatique, journaliste, rédacteur littéraire et critique d'art français.

## Œuvres

### Œuvres textuelles
- 1878 : Le Conte d'hiver, d'après Shakespeare, co-écrit avec Maurice Talmeyr, feuilleton du journal Le Télégraphe.
- 1880 : Juarez, ou la Guerre du Mexique, drame en 5 actes (note : interdit par la censure).
- 1882 : L'Aventure de Perdita, co-écrit avec Maurice Talmeyr, Dentu, Paris.
- 1886 : Juarez, ou la Guerre du Mexique, Robert, Paris.
- 1886 : Juarez, ou la Guerre du Mexique, drame en 5 actes, par Alfred Gassier. Édition nouvelle, seule conforme à la représentation. [Paris, Château-d'Eau, 5 octobre 1886.].
- 1891 : Alceste, drame lyrique en 5 actes en vers d'après Euripide.
- 1898 : Le Théâtre espagnol. San Gil de Portugal, de Moreto, Ollendorff, Paris.
- 1905 : Jours en fleur, poèmes, Ollendorff, Paris.
- 1912 : Théâtre romantique, Grasset, Paris.

### Œuvres musicales
- 1898 : Richesses, poésie
- 1900 : L'Espoir ! Marche enfantine des écoles, musique de F.Stoupant
- 1914 : Éveil, 20 mélodies, compositeur : Jules Massenet.